# André Piters
André Piters (ur. 18 stycznia 1931 w Herve – zm. 23 października 2014) – belgijski piłkarz grający na pozycji napastnika. Był reprezentantem Belgii.

## Kariera klubowa
Swoją karierę piłkarską Piters rozpoczął w klubie Herve FC, w którym grał w latach 1948-1951 w trzeciej lidze belgijskiej. W 1951 roku przeszedł do pierwszoligowego Standardu Liège. W Standardzie grał do końca sezonu 1960/1961 rozgrywając w nim 193 ligowe mecze i zdobywając 54 gole. Wraz ze Standardem dwukrotnie wywalczył tytuł mistrza Belgii w sezonach 1957/1958 i 1960/1961. Zdobył też Puchar Belgii w sezonie 1953/1954.
W latach 1961–1963 Piters występował w klubie Olympic Charleroi. Z kolei w 1963 roku przeszedł do holenderskiego klubu Fortuna'54 Geleen. W sezonie 1965/1966 zdobył z nim Puchar Holandii. Po tym sukcesie zakończył karierę.
| Sezon   | Klub              | Kraj     | Rozgrywki          | Mecze | Gole |
| ------- | ----------------- | -------- | ------------------ | ----- | ---- |
| 1948/49 | Herve FC          | Belgia   | Promotion          | ?     | ?    |
| 1949/50 | Herve FC          | Belgia   | Promotion          | ?     | ?    |
| 1950/51 | Herve FC          | Belgia   | Promotion          | ?     | ?    |
| 1951/52 | Standard Liège    | Belgia   | Division d'Honneur | 13    | 2    |
| 1952/53 | Standard Liège    | Belgia   | Division 1         | 9     | 2    |
| 1953/54 | Standard Liège    | Belgia   | Division 1         | 6     | 0    |
| 1954/55 | Standard Liège    | Belgia   | Division 1         | 27    | 8    |
| 1955/56 | Standard Liège    | Belgia   | Division 1         | 23    | 9    |
| 1956/57 | Standard Liège    | Belgia   | Division 1         | 28    | 11   |
| 1957/58 | Standard Liège    | Belgia   | Division 1         | 25    | 5    |
| 1958/59 | Standard Liège    | Belgia   | Division 1         | 23    | 7    |
| 1959/60 | Standard Liège    | Belgia   | Division 1         | 24    | 6    |
| 1960/61 | Standard Liège    | Belgia   | Division 1         | 15    | 3    |
| 1961/62 | Olympic Charleroi | Belgia   | Division 1         | ?     | ?    |
| 1962/63 | Olympic Charleroi | Belgia   | Division 1         | ?     | ?    |
| 1963/64 | Fortuna'54 Geleen | Holandia | Eredivisie         | ?     | ?    |
| 1964/65 | Fortuna'54 Geleen | Holandia | Eredivisie         | ?     | ?    |
| 1965/66 | Fortuna'54 Geleen | Holandia | Eredivisie         | ?     | ?    |

## Kariera reprezentacyjna
W reprezentacji Belgii Piters zadebiutował 3 kwietnia 1955 w przegranym 0:1 towarzyskim meczu z Holandią, rozegranym w Amsterdamie. Grał w eliminacjach do MŚ 1958 i do MŚ 1962. Od 1955 do 1961 rozegrał w kadrze narodowej 23 mecze i strzelił 7 goli.